# Dominique Badji
Dominique Badji (Dakar, 16 ottobre 1992) è un calciatore senegalese, attaccante del D.C. United.

## Carriera
Il 4 marzo 2015 viene acquistato a titolo definitivo dalla squadra statunitense dei Colorado Rapids.

## Palmarès
- MLS Supporters' Shield: 1

FC Cincinnati: 2023